# Vicente Marotta Rangel
Vicente Marotta Rangel (* 14. März 1924 in São Paulo; † 17. Juli 2017) war ein brasilianischer Professor für Völker- und Seerecht. Er war von 1996 bis 2015 Richter am Internationalen Seegerichtshof.
Nach seinem Studium an der Universidade de São Paulo, der Sorbonne in Paris, der Haager Akademie für Völkerrecht und der Columbia University war er von 1967 bis 1994 ordentlicher Professor an der Universität von São Paulo. Zudem war er von 1979 bis 2003 Mitglied des Ständigen Schiedshofs.
Rangel war seit dem 1. Oktober 1996 Richter am Internationalen Seegerichtshof in Hamburg und wurde sowohl 1999 als auch 2008 für eine neunjährige Amtszeit wiedergewählt. Am 18. Mai 2015 trat er von seinem Amt zurück.
Rangel war Träger der Silbermedaille der Association Henri Capitant des Amis de la Culture Juridique Française und seit 1999 Inhaber der Ehrendoktorwürde der Universität Coimbra.

## Publikationen (Auswahl)
- Law of the sea: contemporary problems, 2004 (auf Portugiesisch)
- Human rights and the law of the sea: points of convergence, 2005 (auf Portugiesisch)
- Settlement of Disputes Relating to the Delimitation of the Outer Continental Shelf: The Role of International Courts and Arbitral Tribunals. In: The International Journal of Marine and Coastal Law, Vol. 21, No. 3, 2006 ISSN 1571-8085